# Takasugi Shinsaku

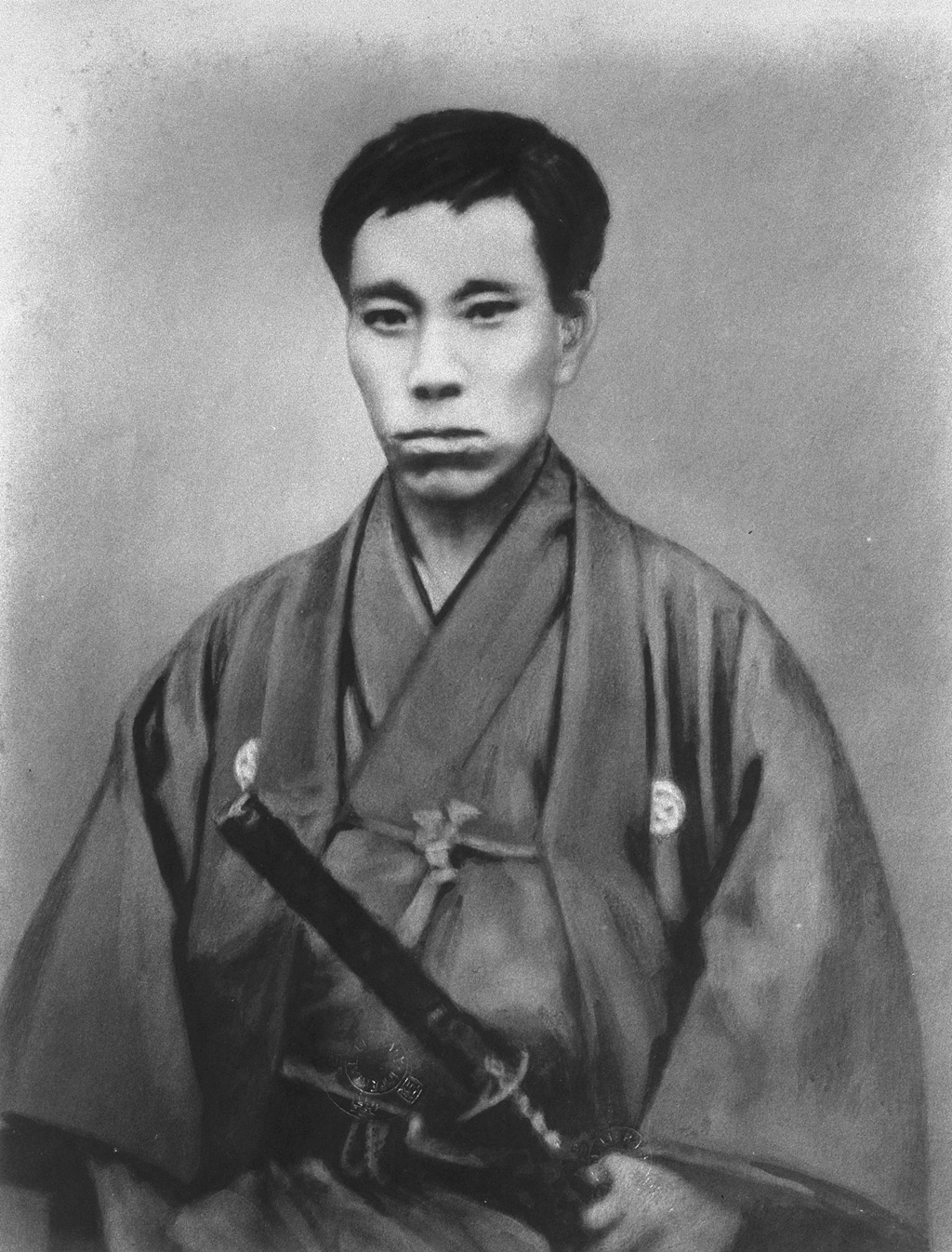
Takasugi Shinsaku

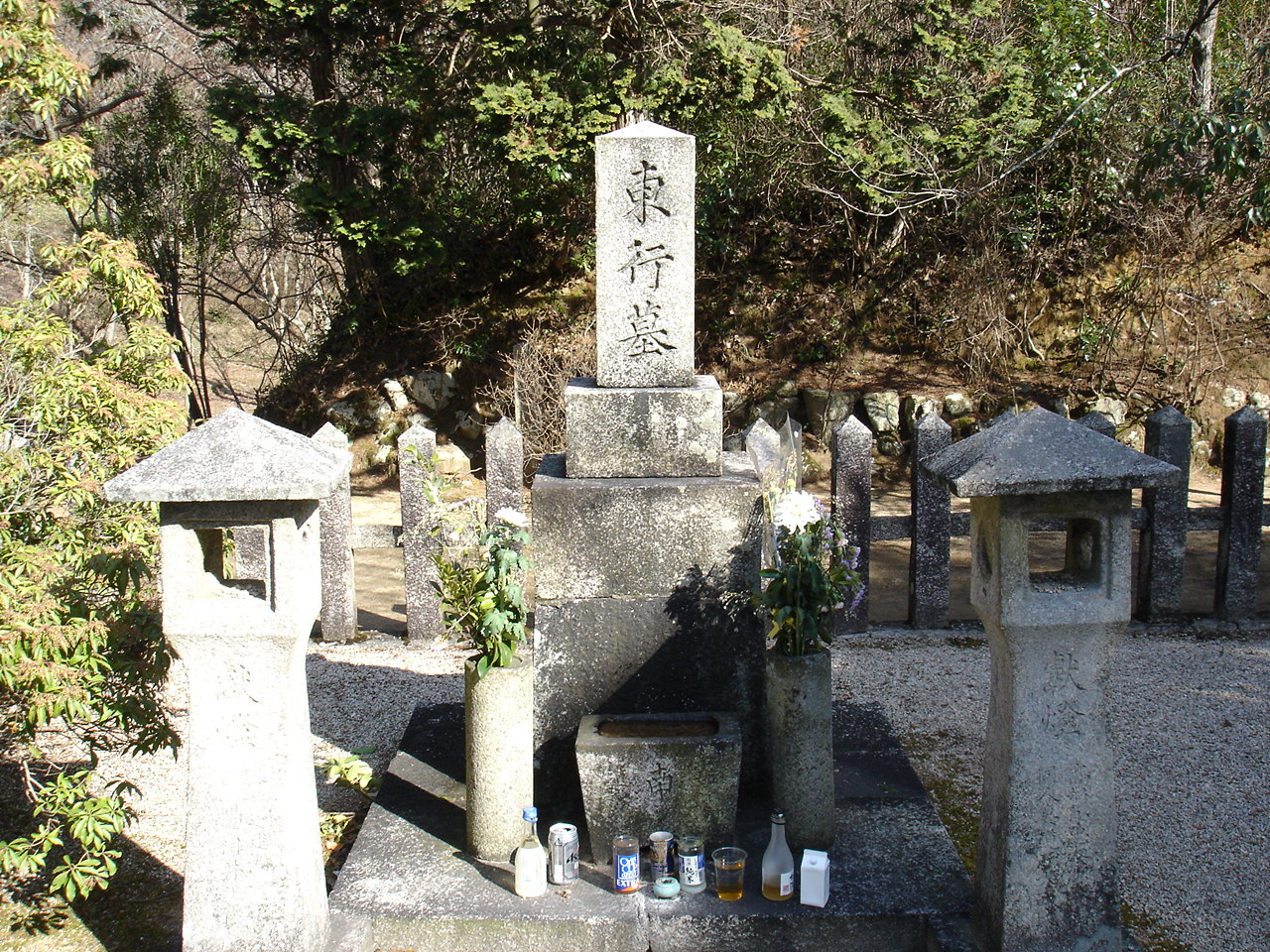
Takasugis Grab

Takasugi Shinsaku (japanisch 高杉 晋作, weiterer Name: Tōgyō (東行); geb. 27. September 1839 in Hagi (Provinz Nagato); gest. 17. Mai 1867) war ein japanischer Samurai und Gegner des Shogunats am Ende der Edo-Zeit.

## Leben und Werk
Takasugi Shinsaku war ein Samurai unter den Mōri, die das Chōshū-Han regierten. Er studierte unter Yoshida Shōin in dessen Schule Shōka Sonjuku (松下村塾) und begann sich für die nationale Politik zu interessieren. Es gelang ihm, illegal Shanghai zu besuchen, wo er den Taiping-Aufstand erlebte. Ursprünglich war er Ausländern gegenüber feindlich eingestellt, aber dann ging es ihm in erster Linie darum, das Shogunat zu stürzen.
Takasugi wurde wegen eines Brandanschlags gegen das britische Konsulat innerhalb des Landes exiliert. Er wurde wieder nach Chōshū gerufen um das Militär des Han zu reformieren. Er stellte nach westlichem Muster operierende Truppen auf welche er Kiheitai (奇兵隊) nannte. Der Begriff war aus dem klassischen Werk Die Kunst des Krieges entlehnt und bezeichnete einen Teil der Armee, welcher den Schlag ausführe, während die regulären Truppen die feindliche Armee im Gefecht standen. Die Kiheitai waren allen Ständen offen und rekrutierte sich vorwiegend aus dem Bauernstand und operierten ähnlich der Leichten Infanterie. Die Truppen litten zunächst unter mangelnder Ausrüstung und wurden im Lauf des Konflikts mit dem Shogunat zunehmend effizienter. Die Kiheitai wurde in der Gruppe der kaiserlichen Loyalisten zum Beispiel für die erfolgreiche Übernahme westlicher militärischer Prinzipien.
Takasugi übernahm 1864 nach dem Bombardement von Shimonoseki die Verhandlung über eine Beendigung des Konflikts mit den Westmächten, aber er musste zweimal die Provinz Nagato wegen der dortigen politischen Zurückhaltung verlassen. Dann aber gewannen 1865 die Kaisertreuen in der Provinz die Oberhand, seine Position war gesichert, er wurde, zusammen mit Kido Takayoshi, einer der führenden Gegner des Bakufu. Er organisierte Waffenimporte und die Verstärkung der Truppen und war weitgehend für den militärischen Erfolg gegen die Truppen des Bakufu verantwortlich, die den Han bestrafen wollten.
Tagasugi erkrankte an Tuberkulose und erlag der Krankheit im Mai 1867, erlebte somit die Meiji-Restauration nicht mehr.
2017 gab die japanische Post zum 150. Todesjahr Takasugis einen Bogen mit 8 verschiedenen 82 Yen-Marken heraus.